# Кудашево (Бураєвський район)
Куда́шево (рос. Кудашево, башк. Ҡоҙаш) — присілок у складі Бураєвського району Башкортостану, Росія. Входить до складу Кушманаковської сільської ради.
Населення — 409 осіб (2010; 456 у 2002).
Національний склад:
- башкири — 81 %